# آبشار لینویل
آبشار لینویل (به انگلیسی: Linville Falls) آبشاری است که در کارولینای شمالی، ایالات متحده آمریکا واقع شده و ارتفاع کلی ریزشگاه آن ۱۵۰ فوت (۴۶ متر) است.